# Ligue européenne masculine de volley-ball 2009
Navigation
2008 2010
La Ligue européenne de volley-ball masculin 2009 est la 6e édition de la ligue européenne de volley-ball. Elle se déroule du 5 juin au 19 juillet 2009. La phase finale a lieu du 18 au 19 juillet 2009 à Portimão au  Portugal.
Elles remportée par l'Allemagne qui bat en finale l'Espagne sur le score de trois sets à deux. C'est le premier succès des Allemands dans cette compétition. Le Portugal complète le podium après sa victoire trois sets à zéro sur la Slovaquie, vainqueur de l'édition précédente.

## Tour préliminaire

### Composition des groupes
| Poule A                                 | Poule B                           | Poule C                                 |
| --------------------------------------- | --------------------------------- | --------------------------------------- |
| Croatie Espagne Grande-Bretagne Turquie | Allemagne Belgique Grèce Roumanie | Autriche Biélorussie Portugal Slovaquie |

### Poule A
| No | Équipe          | Points | Matches | Matches | Matches | Sets | Sets   | Sets  | Points | Points | Points |
| No | Équipe          | Points | joués   | gagnés  | perdus  | pour | contre | Ratio | pour   | contre | Ratio  |
| -- | --------------- | ------ | ------- | ------- | ------- | ---- | ------ | ----- | ------ | ------ | ------ |
| 1  | Espagne         | 24     | 12      | 12      | 0       | 36   | 9      | 4.000 | 1079   | 891    | 1.211  |
| 2  | Turquie         | 20     | 12      | 8       | 4       | 30   | 16     | 1.875 | 1076   | 983    | 1.095  |
| 3  | Grande-Bretagne | 16     | 12      | 4       | 8       | 15   | 27     | 0.556 | 905    | 985    | 0.919  |
| 4  | Croatie         | 12     | 12      | 0       | 12      | 7    | 36     | 0.194 | 848    | 1049   | 0.808  |

### Poule B
| No | Équipe    | Points | Matches | Matches | Matches | Sets | Sets   | Sets  | Points | Points | Points |
| No | Équipe    | Points | joués   | gagnés  | perdus  | pour | contre | Ratio | pour   | contre | Ratio  |
| -- | --------- | ------ | ------- | ------- | ------- | ---- | ------ | ----- | ------ | ------ | ------ |
| 1  | Allemagne | 20     | 12      | 8       | 4       | 31   | 17     | 1.824 | 1091   | 1009   | 1.081  |
| 2  | Belgique  | 20     | 12      | 8       | 4       | 30   | 20     | 1.500 | 1117   | 1075   | 1.039  |
| 3  | Grèce     | 16     | 12      | 4       | 8       | 20   | 29     | 0.690 | 1067   | 1115   | 0.957  |
| 4  | Roumanie  | 16     | 12      | 4       | 8       | 17   | 32     | 0.531 | 1057   | 1133   | 0.933  |

### Poule C
| No | Équipe      | Points | Matches | Matches | Matches | Sets | Sets   | Sets  | Points | Points | Points |
| No | Équipe      | Points | joués   | gagnés  | perdus  | pour | contre | Ratio | pour   | contre | Ratio  |
| -- | ----------- | ------ | ------- | ------- | ------- | ---- | ------ | ----- | ------ | ------ | ------ |
| 1  | Slovaquie   | 21     | 12      | 9       | 3       | 29   | 11     | 2.636 | 934    | 812    | 1.150  |
| 2  | Portugal    | 18     | 12      | 6       | 6       | 19   | 21     | 0.905 | 896    | 910    | 0.985  |
| 3  | Biélorussie | 18     | 12      | 6       | 6       | 21   | 24     | 0.875 | 988    | 997    | 0.991  |
| 4  | Autriche    | 15     | 12      | 3       | 9       | 15   | 28     | 0.536 | 914    | 1013   | 0.902  |

## Phase finale

### Classements 1-4
|  | Demi-finales                                 | Demi-finales                                 |                        |   | Finale                                            | Finale                                            |
|  | Demi-finales                                 | Demi-finales                                 |                        |   | Finale                                            | Finale                                            |
|  |                                              |                                              |                        |   |                                                   |                                                   |
|  | 18-07-09, Portimão (12-25 27-25 30-28 25-19) | 18-07-09, Portimão (12-25 27-25 30-28 25-19) |                        |   | 19-07-09, Portimão (20-25 25-21 20-25 25-17 7-15) | 19-07-09, Portimão (20-25 25-21 20-25 25-17 7-15) |
|  | 18-07-09, Portimão (12-25 27-25 30-28 25-19) | 18-07-09, Portimão (12-25 27-25 30-28 25-19) |                        |   | 19-07-09, Portimão (20-25 25-21 20-25 25-17 7-15) | 19-07-09, Portimão (20-25 25-21 20-25 25-17 7-15) |
|  | Espagne                                      | 3                                            |                        |   | 19-07-09, Portimão (20-25 25-21 20-25 25-17 7-15) | 19-07-09, Portimão (20-25 25-21 20-25 25-17 7-15) |
|  | Espagne                                      | 3                                            |                        |   | 19-07-09, Portimão (20-25 25-21 20-25 25-17 7-15) | 19-07-09, Portimão (20-25 25-21 20-25 25-17 7-15) |
|  | Slovaquie                                    | 1                                            |                        |   | 19-07-09, Portimão (20-25 25-21 20-25 25-17 7-15) | 19-07-09, Portimão (20-25 25-21 20-25 25-17 7-15) |
|  | Slovaquie                                    | 1                                            | Espagne                | 2 |                                                   |                                                   |
|  | 18-07-09, Portimão (24-26 20-25 23-25)       |                                              | Espagne                | 2 |                                                   |                                                   |
|  |                                              | Allemagne                                    | 3                      |   |                                                   |                                                   |
|  | Portugal                                     | Allemagne                                    | 3                      | 0 |                                                   |                                                   |
|  | Portugal                                     |                                              |                        | 0 |                                                   |                                                   |
|  | Allemagne                                    | 3                                            |                        |   |                                                   |                                                   |
|  | Allemagne                                    | 3                                            | Match pour la 3e place |   |                                                   |                                                   |
|  |                                              |                                              |                        |   |                                                   |                                                   |
|  | 19-07-09, Portimão (22-25 23-25 21-25)       |                                              |                        |   |                                                   |                                                   |
|  |                                              |                                              |                        |   |                                                   |                                                   |
|  | Slovaquie                                    | 0                                            |                        |   |                                                   |                                                   |
|  | Slovaquie                                    | 0                                            |                        |   |                                                   |                                                   |
|  | Portugal                                     | 3                                            |                        |   |                                                   |                                                   |
|  | Portugal                                     | 3                                            |                        |   |                                                   |                                                   |

## Classement final
| Place              | Équipe          |
| ------------------ | --------------- |
| Médaille d'or      | Allemagne       |
| Médaille d'argent  | Espagne         |
| Médaille de bronze | Portugal        |
| 4                  | Slovaquie       |
| 5                  | Turquie         |
| 6                  | Belgique        |
| 7                  | Biélorussie     |
| 8                  | Grèce           |
| 9                  | Grande-Bretagne |
| 10                 | Roumanie        |
| 11                 | Autriche        |
| 12                 | Croatie         |

## Distinctions individuelles
- MVP : Jochen Schöps
- Meilleur marqueur : Martin Nemec
- Meilleur attaquant : Jochen Schöps
- Meilleur serveur : Sequeira Valdir
- Meilleur contreur : György Grozer
- Meilleur libero : Martin Pipa
- Meilleur passeur : Miguel Angel Falasca
- Meilleur réceptionneur : Lopes Andre